# Wommelgem
Wommelgem ist eine Gemeinde mit 13.370 Einwohnern (Stand 1. Januar 2024) in der Provinz Antwerpen (Region Flandern) in Belgien. Sie liegt in der Agglomeration Antwerpen etwa sieben Kilometer östlich des Stadtzentrums.
Die nächsten Autobahnabfahrten sind Wommelgem an der A 13/E 313 und Slijkhoek an der A 1/E 19; weitere befinden sich am östlichen Antwerpener Autobahnring. In Mortsel und Boechout befinden sich die nächsten Regionalbahnhöfe und in Antwerpen halten auch überregionale Schnellzüge. In unmittelbarer Nähe liegt der Flughafen Antwerpen.

## Persönlichkeiten
- Joseph Somers (1917–1966), Radrennfahrer